# لاموريت (إزار)
```

```

لاموريت هي بلدية في إزار في جنوب شرق فرنسا.